# Orthosia orbiculata
Orthosia orbiculata là một loài bướm đêm trong họ Noctuidae.